# Zeleni fluorescentni protein
Zeleni fluorescentni protein (GFP) je protein koji sadrži 238 aminokiselinska ostatka (26.9 ). On ispoljava svetlo zelenu fluorescenciju kad se izloži svetlu u plavom ultravioletnom opsegu. Mada mnogi morski organizmi sadrže slične zeleno fluorescentne proteine, GFP se tradicionalno odnosi na protein koji je prvo izolovan iz meduze Aequorea victoria. GFP iz A. victoria ima glavni ekscitacioni pik na talasnoj dužini od 395 nm i jedan manji na 475 nm. Njegov emisioni pik je na 509 nm, što je niže od zelene porcije vidljivog spektra.
U ćelijskoj i molekularnoj biologiji, GFP gen se frekventno koristi kao reporter ekspresije. Modifikovane forme se koriste kao biosenzori, i mnoge životinje su kreirane tako da izražavaju GFP kao potvrdu koncepta da on može biti izražen širom datog organizma. GFP gen se može uvesti u organizme i održati u njihovom genomu tokom razmnožavanja. Unos gena se može izvršiti injekcijom viralnog vektora, ili transformacijom ćelije. Do danas je GFP gen uveden i izražen u mnogim bakterijama, kvascima i druge gljivicama, ribama (kao što su zebrice), biljkama, muvama, kao i ćelijama sisara uključujući čoveka. Osamu Šimomura, Martin Čalfi i Rodžer Čen su nagrađeni Nobelovom nagradom za hemiju 10. oktobra 2008. za njihovo otkriće i razvoj zelenog fluorescentnog proteina.

## Literatura
- Pieribone V, Gruber D (2006). Aglow in the Dark: The Revolutionary Science of Biofluorescence. Cambridge: Belknap Press. ISBN 978-0-674-01921-8. OCLC 60321612.
- Zimmer M (2005). Glowing Genes: A Revolution In Biotechnology. Buffalo, NY: Prometheus Books. ISBN 978-1-59102-253-4. OCLC 56614624.

## Spoljašnje veze
- antitela
- Fluorescentni proteini